# Mein Jahr als Mörder
Mein Jahr als Mörder ist ein biographischer Roman von Friedrich Christian Delius aus dem Jahr 2004. Er spielt in der Nachkriegszeit bis 1969 in Deutschland und thematisiert den Freispruch des Richters am Volksgerichtshof Hans-Joachim Rehse sowie das Schicksal Anneliese Groscurths, der Witwe des  Widerstandskämpfers Georg Groscurth. Das Buch wurde in mehrere Sprachen übersetzt.
Es greift die Frage auf, ob man Personen im Nachhinein verurteilen kann, welche zwar die jeweils geltenden Gesetze einhielten, aber gegen grundsätzliche Menschenrechte verstießen oder mordeten.
Mein Jahr als Mörder wurde als wählbare Pflichtlektüre in die Bücherliste 2007 des Großen Deutschen Sprachdiploms vom Goethe-Institut aufgenommen.

## Inhalt
Ein Berliner Student hört am 6. Dezember 1968 in den Nachrichten des Radiosenders RIAS, dass der frühere Richter des Volksgerichtshofes Hans-Joachim Rehse vom Vorwurf des mehrfachen Mordes freigesprochen wurde. Die Presse ist empört über das Urteil. Zusammen mit Roland Freisler hat Rehse unter anderem die Mitglieder der Widerstandsgruppe E.U., darunter den Berliner Arzt Georg Groscurth, zum Tode verurteilt. Dessen Sohn Axel ist mit dem Ich-Erzähler seit der gemeinsamen Kinderzeit in Wehrda eng befreundet und hat diesem, als die Jungen „zwölf oder dreizehn Jahre alt“ waren, einmal mitgeteilt: „Sie haben ihm den Kopf abgehackt, mit so einer Maschine, mit einem Beil.“ und einige Seiten weiter heißt es dazu: „Hier, hätte ich dem psychologischen Gutachter des Gerichts gesagt, haben Sie mein Urerlebnis.“
Eine innere Stimme drängt den Ich-Erzähler, Rehse, den er meist nur R. nennt, zu töten und ein „Buch zum Mord“ zu schreiben, das auf Befragungen der Witwe Groscurths und eigenen Recherchen basieren soll.
Anneliese Groscurth verhält sich zunächst ablehnend, berichtet dem jungen Mann aber dann doch über die Aktivitäten ihres Mannes, der als Arzt und Vertrauter von Nazigrößen wie Rudolf Heß Informationen sammeln und Gefährdeten helfen konnte. Das Auffliegen der Widerstandsgruppe Groscurths wird anhand der – seit 1989 zugänglichen – Verhörakten rekonstruiert. 
Stark in den Vordergrund tritt das Schicksal Anneliese Groscurths, die von ihrem Mann über viele Vorgänge im Widerstand im Unklaren gelassen wurde, um nicht zu Zeugenaussagen genötigt werden zu können, und die während des Dritten Reichs zur Tarnung in die NS-Frauenschaft eingetreten ist. In der Nachkriegszeit wird Anneliese Groscurth, ebenfalls Ärztin, als Kommunistin diffamiert, verliert ihre Anerkennung als politisch Verfolgte und die Waisenrente für ihre Söhne und erhält keine Genehmigung, sich einen Pass ausstellen zu lassen. Aufgrund ihrer öffentlichen Stellungnahmen zu politischen Fragen und der Bildung des von Robert Havemann in Abstimmung mit der SED-Parteiführung initiierten Groscurth-Ausschusses in West-Berlin nach gewalttätigen Auseinandersetzungen während der Weltfestspiele der Jugend wird sie immer wieder von der Presse diffamiert und von einem Prozess in den anderen sowie in wirtschaftliche Not getrieben; erst in den 1970er Jahren wird sie einigermaßen rehabilitiert. Die Auseinandersetzung mit der Rolle Havemanns, der auch zu den vier Gründungsmitgliedern der E.U. gehört hatte und von dem Anneliese Groscurth zur Übernahme des Vorsitzes im Groscurth-Ausschuss gedrängt wurde, spielt eine weitere wesentliche Rolle in Delius’ Werk.
Währenddessen lebt Rehse unbehelligt in Schleswig. Der Student und Ich-Erzähler, darauf gefasst und bereit, für seine Tat einige Jahre ins Gefängnis zu gehen, späht Rehses Wohnsitz und Lebensgewohnheiten aus, verschafft sich durch einen Besuch beim Neurologen und Vorspiegelung einer psychischen Erkrankung im Voraus mildernde Umstände und plant den Kauf einer Waffe. Doch ehe er seinen geplanten Mord ausführen kann, wird Rehse in eine Klinik im Allgäu eingeliefert und erliegt dort einem Herzleiden. 
Catherine, eine junge Fotografin und die Freundin des Studenten, die allein mit einer Freundin nach Mexiko gereist ist, wird dort von Straßenräubern erstochen. Mit diesen beiden Todesfällen endet die Erzählung im September des Jahres 1969. Das begonnene Buchprojekt, das parallel zu dem geplanten Mord hätte erscheinen sollen, bleibt unvollendet und wird erst nach Jahrzehnten als das nun vorliegende Mein Jahr als Mörder wieder aufgenommen, motiviert auch durch einen Satz aus dem Tagebuch der Mutter des Erzählers, die seinerzeit notiert hatte „Ich stellte mich abseits von ihnen“.

## Internationale Ausgaben
- englisch: My Year as a Murderer, Übersetzung von Isabel Cole[2]
- schwedisch: Mitt år som mördare, Übersetzung von Jan Erik Bornlid
- arabisch: قاتل لمدة عام, Übersetzung von سمير جريس
- chinesisch: 杀心萌生的那年, Übersetzung von 黄晓晨